# Бењо (Ер и Лоар)
Бењо (фр. Baigneaux) насеље је и општина у централној Француској у региону Центар (регион), у департману Ер и Лоар која припада префектури Шатоден.
По подацима из 2011. године у општини је живело 230 становника, а густина насељености је износила 19,52 становника/km². Општина се простире на површини од 11,78 km². Налази се на средњој надморској висини од 122 метара (максималној 136 m, а минималној 119 m).

## Демографија
| 1962. | 1968. | 1975. | 1982. | 1990. | 1999. | 2011. |
| ----- | ----- | ----- | ----- | ----- | ----- | ----- |
| 207   | 268   | 240   | 198   | 204   | 196   | 230   |

График промене броја становника у току последњих година